# Station Bydgoszcz Politechnika
Station Bydgoszcz Politechnika, station Bydgoszcz Akademia is een spoorwegstation in de Poolse plaats Bydgoszcz.